# Domsjö
Domsjö ist ein Ort in der Gemeinde Örnsköldsvik, der heute mit dem Hauptort Örnsköldsvik zusammengewachsen ist.
Ursprünglich war der Ort als Arbeitersiedlung zwei Kilometer südöstlich von Örnsköldsvik für die Domsjö Fabriker gegründet worden, entwickelte sich jedoch später zu einem normalen Vorort der Stadt Örnsköldsvik. Hier liegt die Domsjö kyrka, der lokale Fußballverein ist der Domsjö IF.
Domsjö ist außerdem der Sitz des Chemieunternehmens SEKAB.

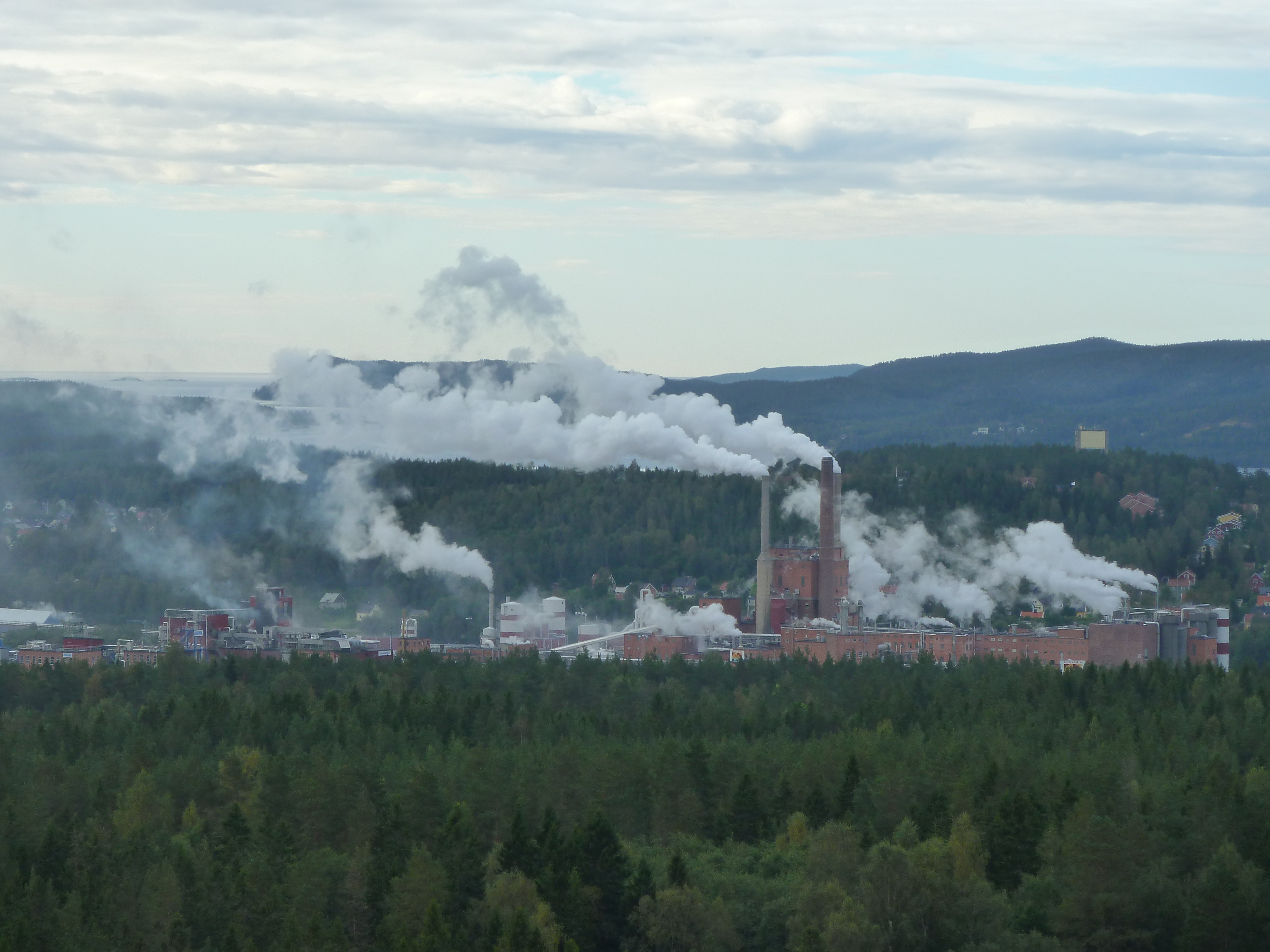
Domsjö Fabriker von Norden